# Clockwork Knight
Pour les articles homonymes, voir Knight.
 (mars 2024).
Si vous disposez d'ouvrages ou d'articles de référence ou si vous connaissez des sites web de qualité traitant du thème abordé ici, merci de compléter l'article en donnant les références utiles à sa vérifiabilité et en les liant à la section « Notes et références ».
Clockwork Knight Pepperouchau's Adventure (ou simplement Clockwork Knight) est un jeu vidéo de plates-formes développé par Sega AM7 et édité par Sega sorti en 1994 sur Saturn.
Le joueur dirige Pepperouchau (un petit automate) dans l'univers d'une chambre d'enfant et du reste de la maison.

## Synopsis
Sir Tongara de Pepperouchau III est un soldat mécanique. Il aime la princess fée mécanique, Chelsea, dont la voix réveille les jouets de la maison tous les soirs à minuit. Mais il est maladroit et fait rire, surtout quand il est comparé à son rival amical Ginger, qui tient également au cœur de Chelsea.
Une nuit, Chelsea est volée par une force inconnue, qui hypnotise également certains jouets de moindre importance pour qu'ils deviennent des sbires féroces et gênent ceux qui voudraient la sauver. S'il n'y a plus de voix pour les réveiller, les jouets ne vivront plus jamais. Pepper et Ginger partent à la recherche de Chelsea avant qu'il ne soit trop tard.

## Système de jeu
Ce jeu est un jeu de plateforme à défilement horizontal dans la veine des séries Mario et Sonic the Hedgehog. Contrairement à ces jeux, cependant, le jeu utilise des sprites 2D numérisés préréglés de modèles 3D haute résolution, cette technique est également utilisée pour la série Donkey Kong Country, ou Killer Instinct, au-dessus de niveaux entièrement 3D (et avec des boss entièrement 3D).
Pepperouchau attaque les ennemis et ouvre des passages avec sa clé. De même, si vous appuyez de façon répétée sur le bouton, il tourne la clé autour de lui. Cela le rend un peu plus puissant (par exemple: un ennemi peut être assommé temporairement avec une simple attaque, mais si vous tournez la clé lorsque vous touchez un ennemi, celui-ci sera immédiatement supprimé). Il peut également ramasser des ennemis inconscients ou des objets tels que des ballons de football ou des ressorts et les lancer; les lancers verticaux sont possibles.
Le but est d’atteindre la fin de l’étape avant le temps imparti. Il n'y a pas de checkpoint; quand il meurt, le joueur doit recommencer le niveau depuis le début. Les niveaux sont assez grands et contiennent de nombreuses zones latérales avec des trésors. Tous les trois niveaux, Pepperouchau doit affronter un boss entièrement en 3D. Le jeu a 13 niveaux, en comptant les niveaux de boss. Les niveaux se déroulent dans quatre salles différentes avec deux niveaux normaux et un boss chacun, plus un boss final. Si le joueur perd toutes ses vies, il peut continuer depuis le début de la salle en dépensant des pièces. Si le joueur n'a pas assez de pièces pour continuer, la partie est terminée et le joueur doit recommencer depuis le début.

## Postérité
Le jeu connait une suite : Clockwork Knight 2.